# Kreuzkirchl (Pill)

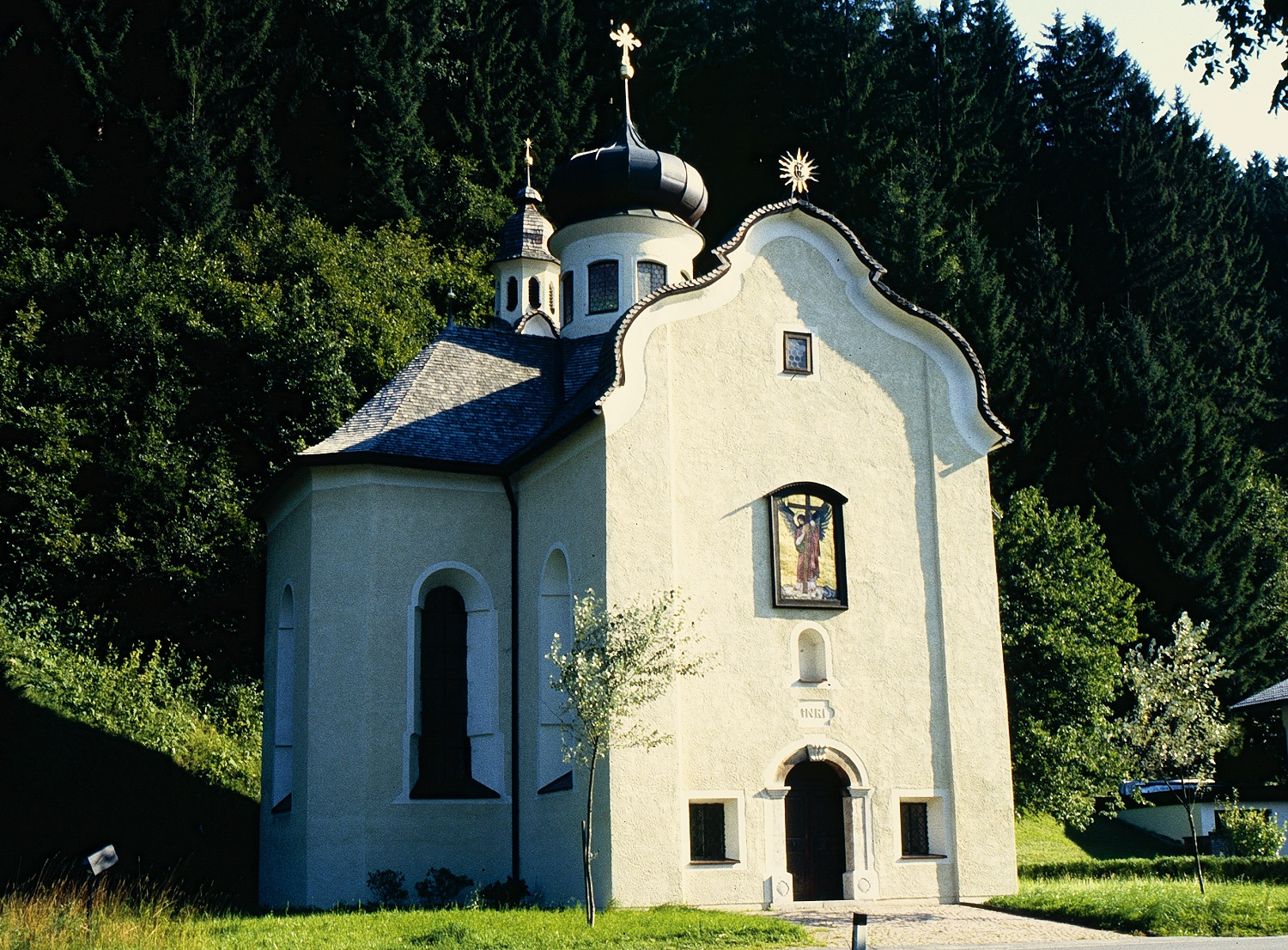
Kreuzkirchl

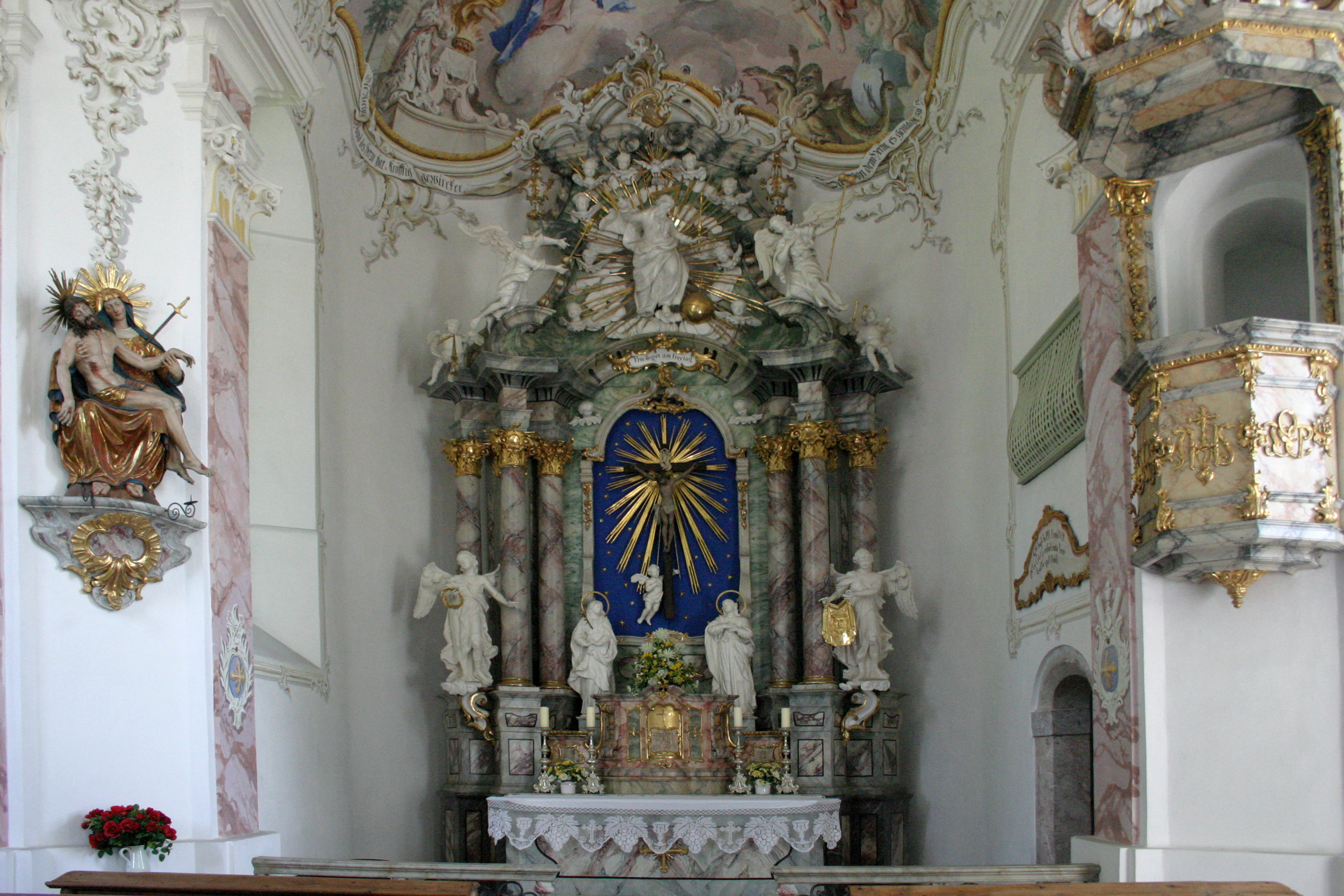
Innenansicht

Das Kreuzkirchl steht an der Bundesstraße nach Schwaz in der Gemeinde Pill in Tirol. Die römisch-katholische Wallfahrtskirche zum Heiligen Kreuz gehört zum Dekanat Schwaz in der Diözese Innsbruck. Die Kirche steht unter Denkmalschutz.

## Geschichte
Im Zuge des Bayrischen Rummels kam es 1703 zu Kämpfen zwischen Tirolern und Bayern auf der Zirler Innbrücke. Die Brücke wurde dabei von den Tirolern in Brand gesetzt, das Brückenkreuz fiel unverbannt in den Fluss. Bei einer Engstelle unterhalb von Pill wurde es von Tiroler Schützen unter Führung des Bauern Caspar Norer aus dem Inn geborgen und in einer kleinen Holzkapelle aufgestellt. Das Kreuz wurde bald als wundertätig verehrt und zog zahlreiche Pilger an, so dass von 1764 bis 1766 aus den Erträgen der Wallfahrt und den Spenden von Wohltätern eine größere Kirche nach Plänen von Franz de Paula Penz erbaut wurde.
Aufgrund der Lage direkt an der Straße war die Kirche durch Feuchtigkeit, Streusalz und Abgase stark in Mitleidenschaft gezogen, daher wurde sie im Mai 1981 unter großem technischen Aufwand um fünf Meter von der Straße zurückversetzt. Dafür wurde das Mauerwerk in Bodenhöhe Stück für Stück ausgebrochen und die Kirche auf einen Stahlbetonkranz gesetzt. Dann wurde der Bau mit hydraulischen Pressen um 1,4 m gehoben und auf Schienen auf das neu gemauerte Fundament geschoben. Anschließend wurde die Kirche innen und außen umfassend renoviert.

## Architektur

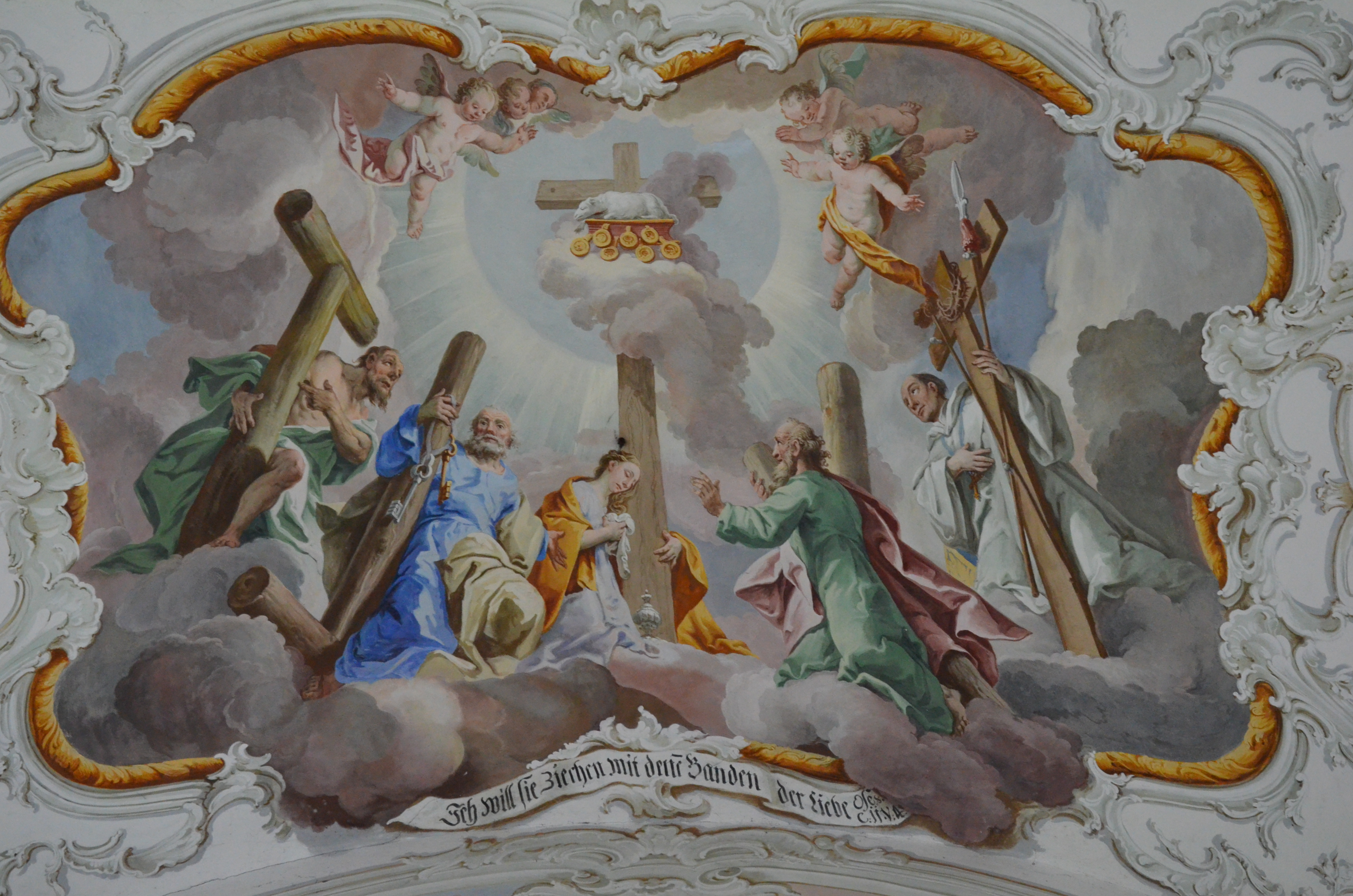
Deckenfresko Verehrung des Kreuzes in der Vorhalle

Der barocke Zentralbau mit abgeschrägten Armen hat eine Kuppel mit einer Laterne. Der Zentralraum engt sich etwas trapezförmig ein, was einen etwas eingezogenen Chor ergibt. Der nördliche Kreuzarm dient als Vorhalle, im südlichen Arm befindet sich der Hochaltar, in den zwei anderen Armen stehen die Seitenaltäre. Die Arme haben Tonnengewölbe mit flachen Pilastern und Rocaillestuck. Über dem südlichen Chorarm sitzt ein Dachreiter. Die Kirche hat einen geschweiften Fassadengiebel und geschweifte Fenster. Das Portal aus Marmor ist von 1764.
Die Fresken mit Motiven des Kreuzes malte Christoph Anton Mayr 1767. Sie zeigen in der Kuppel die Eherne Schlange, die Auffindung des Kreuzes, die Erhöhung des Kreuzes und die Auferstehung am Jüngsten Tag. Über dem Hochaltar findet sich eine seltene Darstellung des Herzen Jesu, das von der Kirche und Maria um Erlösung gebeten wird, über dem rechten Seitenaltar der Sieg Kaiser Konstantins im Zeichen des Kreuzes, über dem linken Seitenaltar das Kreuz Christi, das den Bittenden Hoffnung bringt und in der Vorhalle die Verehrung des Kreuzes durch die Märtyrer. Die Zwickelbilder der Kuppel zeigen die Personifikationen der vier damals bekannten Erdteile. An der Nordwand sind Glaube, Hoffnung und Liebe mit einer Szene der Einweihung der Kirche dargestellt.

## Ausstattung

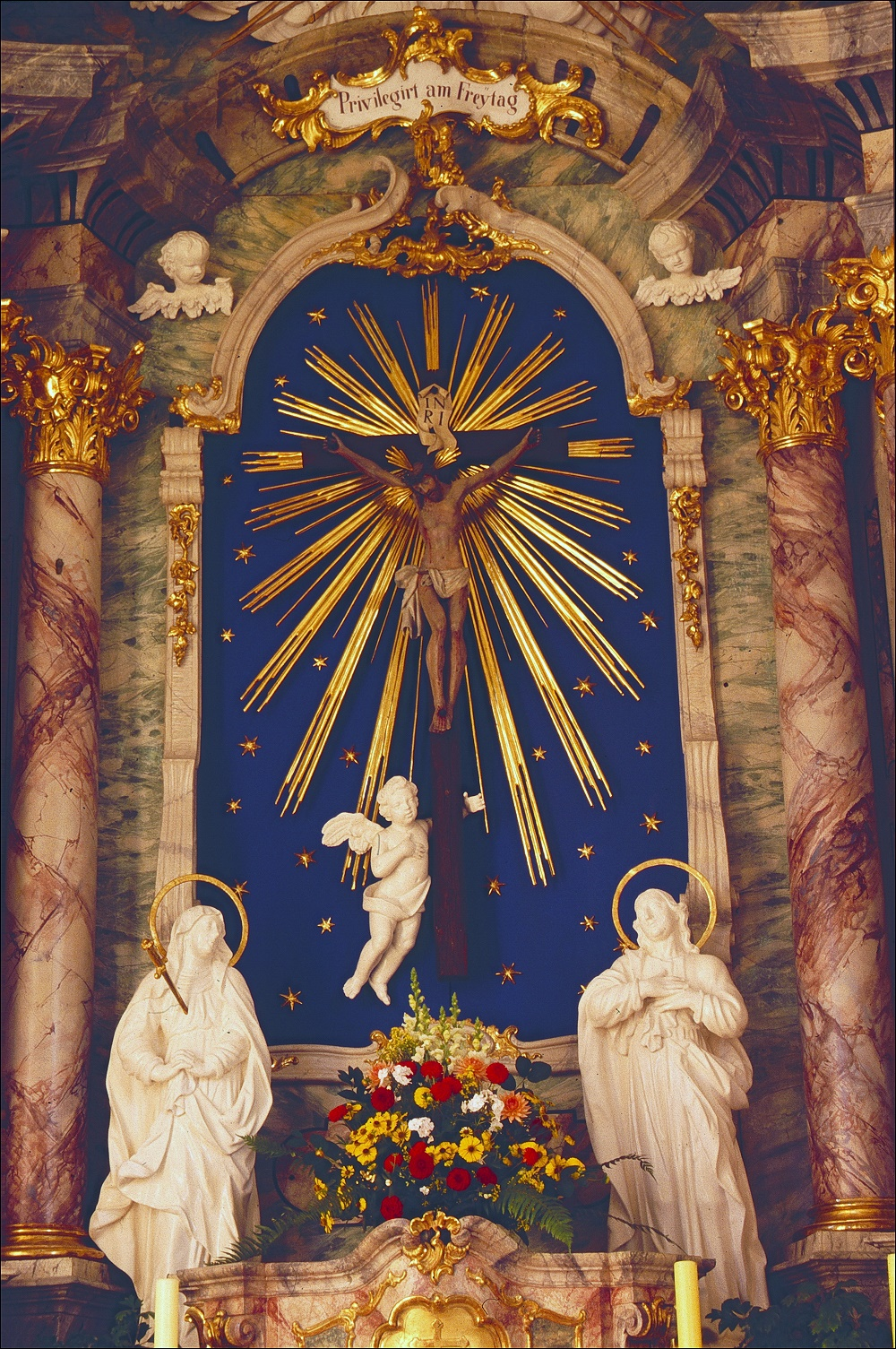
Gnadenbild Kruzifix aus dem 17. Jahrhundert

Die Altäre aus Holz und Stuckmarmor, die Kanzel und die übrige Ausstattung der Kirche stammen aus der Erbauungszeit. Am Hochaltar befindet sich das Kruzifix, der „Zirler Herrgott“, aus dem 17. Jahrhundert, davor die Figuren der hll. Maria und Johannes sowie zwei Engel mit Schweißtuch und Dornenkrone. Die Statuen sind aus Holz geschnitzt und mit weißem Alabaster gefasst. Sie stammen vermutlich vom Haller Bildhauer Gregor Fritz. Die Giebelgruppe stellt Gottvater, den Heiligen Geist und Engel mit Leidenswerkzeugen dar.
Der linke Seitenaltar zeigt ein Bild der schmerzhaften Muttergottes, der rechte Seitenaltar ein Bild der hl. Magdalena. Auf Konsolen stehen farbig und in Gold gefasste Statuen des hl. Josef und Johannes des Täufers. Die Pietà gegenüber der Kanzel stammt von Gregor Fritz. Auf einer Holztafel von 1744 ist die Entstehung der Wallfahrt dargestellt. Das Gitter der Vorhalle, das Kommuniongitter und das Gestühl stammen aus dem Jahr 1768.